# Vincenzo de' Rossi
Vincenzo de' Rossi, detto anche Vincenzo Rossi da Fiesole (Fiesole, 1525 – Firenze, 1587), è stato uno scultore italiano.

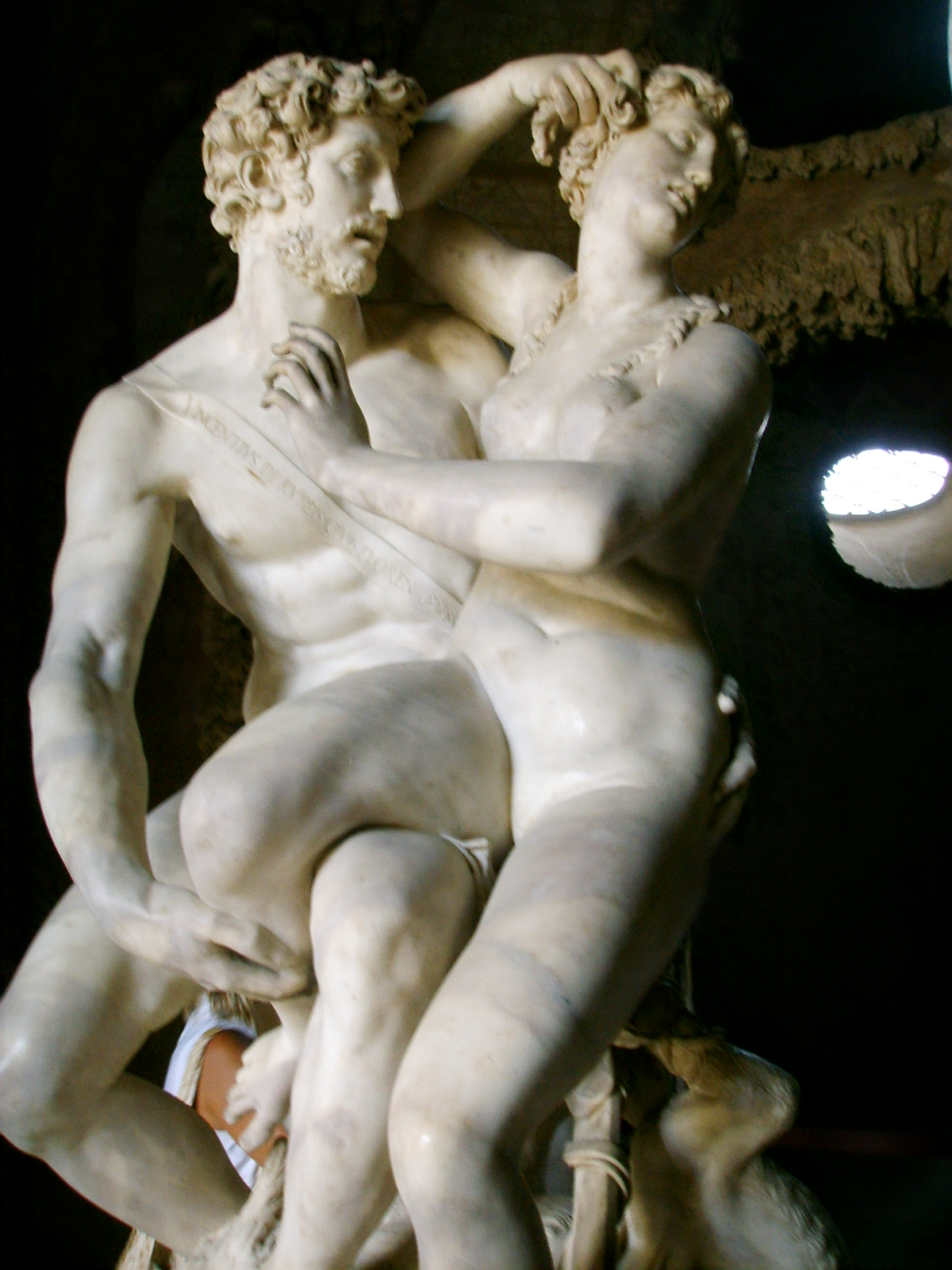
Paride che rapisce Elena, grotta del Buontalenti, Giardino di Boboli, Firenze

Iniziò la carriera al seguito di Baccio Bandinelli, verso il 1534. Nel 1546, considerando concluso il suo apprendistato, si trasferì a Roma, dove ricevette la sua prima commissione individuale nel 1547 per una statua di Giovane Cristo con San Giuseppe, posta in una cappella del Pantheon, su incarico dell'Accademia dei Virtuosi al Pantheon, una società di artisti simile all'Accademia di San Luca.
Quest'opera non è considerata molto ben riuscita, per il gigantismo della figura e l'eccessiva attenzione al dettaglio, più "centellinato" che scolpito. Notevole è comunque il dosaggio delle proporzioni, rese in modo da assecondare la prospettiva verso l'alto, e il bilanciamento della composizione generale, come le due figure di grandezza diversa.
Un'altra opera del periodo romano è il busto di Uberto Strozzi nella Basilica di Santa Maria sopra Minerva (1553).
Tornato a Firenze, altre sue opere importanti sono conservate a Palazzo Vecchio (una Naiade davanti all'ingresso e l'Ercole e Diomede, della serie delle dodici fatiche di Ercole, permeata di una forte connotazione erotica omosessuale), al Giardino di Boboli, al Bargello (l'Adone morente, bassorilievi, Salita al Calvario, Cristo deriso e Cristo davanti a Pilato) e davanti alla Villa di Poggio Imperiale (Ercole che sorregge il cielo).
Un'altra opera di Vincenzo de Rossi si trova nella chiesa di Santa Maria della pace a Roma. Si tratta di parte della cappella Cesi, acquistata da Agnolo Cesi nel 1515. Progettata da Sangallo il giovane. L' arcone della cappella ha una decorazione rinascimentale esterna opera di Simone Mosca, mentre gli affreschi sono di Rosso Fiorentino ( creazione di Eva e cacciata dal paradiso terrestre). L'opera del De Rossi, è sulla parte esterna della nicchia che scolpì anche gli altorilievi ai lati dell'Arco, sia i profeti e angeli, che San Pietro e San Paolo nonché le figure dormienti sulle tombe di Angelo Cesi e della moglie Francesca Carduli punto e sfingi sono attribuite a Simone Mosca.